# Friedrich Carl Trainer
Friedrich Carl Christian Adolf Trainer, auch Friedrich Karl Trainer, (* 16. Mai 1765 in Löhnberg bei Weilburg; † 27. September 1838) war ein deutscher Verwaltungsjurist sowie von 1815 bis 1836 Königlicher Bürgermeister von Siegen.

## Familie
Friedrich Carl Trainer war der Sohn des Nassauisch-Oranischen Rates zu Siegen Friedrich Karl Trainer (1730–1796) und seiner Frau Sophie Christine Graf.
Er heiratete am 29. Dezember 1793 Elisabeth Holzklau, Tochter des Siegener Ratsherren Jakob Heinrich Holzklau. Nach dem Tod seiner Frau am 27. April 1794 heiratete er am 10. Juli 1795 die Cousine seiner Frau, Agnes Elisabeth, Tochter des damaligen Stadtschultheißen Anton Jakob Holzklau. Seine Frau stirbt nach zwei Fehlgeburten am 11. März 1815. Er heiratet am 6. Oktober 1815 Henriette Louise Marburg (1786–1861), mit der er zwei Kinder hatte.

## Leben
Trainer studierte von 1782 bis 1783 Rechtswissenschaften an der Hohen Schule Herborn von 1784 bis 1786 an der Universität Gießen. Am 1. Juli 1786 wurde er als Advokat vereidigt und am 3. März 1787 beim „Amt zu Siegen“ zugelassen. Er war ab 1787 als „Amtsaccessist“ in Siegen tätig, später beim Reichskammergericht in Siegen und anschließend als Kriminalrichter in Dillenburg.
1806 wurde er in französischer Zeit Unterpräfekt im Siegkreis, dann „Hofgerichtsadvocat“ und Hofgerichtsdirektor in Siegen, später Geheimer Justizrat. 1813 wurde er einer von zwei Beigeordneten der Mairie, der untersten französischen Verwaltungseinheit, die mit der Besetzung durch Napoléon Bonaparte in den Jahren von 1800 bis 1815 eingeführt wurde. Am 1. Dezember 1813 wurde Trainer in den neuen Verwaltungsausschuss der Stadt gewählt.
Nach dem Ende der Ära von Napoleon Bonaparte erhielt Wilhelm I. seine Erbgebiete wieder zugesprochen, trat aber dieselben größtenteils an das Fürstentum Nassau ab. Preußen erhielt 1815 gegen das Grossherzogthum Luxemburg unter anderem die Stadt Siegen und das Siegerland. Friedrich Carl Trainer wurde 1814 als Nachfolger des „Mairies“ Still, der seit 1808 amtierte, zum ersten besoldeten Bürgermeister eingesetzt. Trainer hat 22 Jahre lang das Amt unter „außerordentlichen Schwierigkeiten“ geführt. 1836 folgte ihm Carl von Viebahn im Amt des Bürgermeisters.